# Olivier Saint-Amand
Olivier Saint-Amand (Edingen, 9 mei 1967) is een Belgisch politicus van Ecolo.

## Levensloop
Beroepshalve onderwijzer, werd Olivier Saint-Amand actief bij de partij Ecolo. In Edingen richtte hij een Ecolo-afdeling op en werd in 2000 verkozen tot gemeenteraadslid van de gemeente.
Ecolo werd opgenomen in de bestuursmeerderheid van Edingen en Saint-Amand werd in 2001 schepen van Cultuur, Milieu, Energie en Mobiliteit. Na de gemeenteraadsverkiezingen van 2006 kon hij schepen blijven.
Nadat hij enkele keren kandidaat was bij de federale verkiezingen, was hij bij de verkiezingen van 2009 Ecolo-lijsttrekker in het arrondissement Zinnik voor het Waals Parlement en het Parlement van de Franse Gemeenschap. Saint-Amand werd verkozen en zegde zijn schepenambt in Edingen op. Ook werd hij de ondervoorzitter van het Parlement van de Franse Gemeenschap.
In 2012 haalde Ecolo bij de gemeenteraadsverkiezingen in Edingen een zeer goed resultaat. Saint-Amand vormde een bestuursmeerderheid en hij werd de derde Ecolo-burgemeester van Wallonië, na Jean-Luc Roland in Ottignies en Jean-Michel Javaux in Amay. Om burgemeester te worden verliet hij het Waals Parlement. Zijn opvolger als parlementslid werd Bénédicte Linard.